# 朱惪 (成化進士)
朱悳（1449年—？），字懿卿，浙江杭州府仁和縣人，民籍，明朝政治人物。

## 生平
成化十九年（1483年）癸卯科浙江鄉試第三十名舉人。成化二十三年（1487年）中式丁未科會試第五十名，二甲第四十名進士。

## 家族
曾祖朱榮，贈刑部主事；祖父朱勤，知府；父朱韺，母郝氏。具庆下。弟忠、恩。